# Stefan Skiba
Stefan Skiba (ur. 1941) – polski geograf, prof. dr hab., gleboznawca, geograf gleb, profesor UJ, wieloletni członek Senatu UJ.

## Życiorys
Absolwent Technikum Rolniczego w Weryni k. Kolbuszowej (matura w 1960 r.) Studia na Akademii Rolniczej w Krakowie (1960-1965). Doktorat (1974) w Katedrze Gleboznawstwa AR w Krakowie, habilitacja (1986). Od 1987 pracuje w Instytucie Geografii Uniwersytetu Jagiellońskiego, od 1997 – profesor nauk o Ziemi.
Prowadził badania w Karpatach Wschodnich, w obszarach tajgi i stepów górskich Mongolii, Zabajkala, w tundrze (półwysep Kola, Spitsbergen), w obszarach Sahary. Liczne prace z geografii gleb, w tym szczegółowe mapy gleb górskich parków narodowych. Członek Państwowej Rady Ochrony Przyrody. Przewodniczący Rady Naukowej Tatrzańskiego Parku Narodowego, wiceprzewodniczący Rady Bieszczadzkiego PN, członek Rady Magurskiego PN. Działa na forum Międzynarodowej Unii Gleboznawczej i Polskiego Towarzystwa Gleboznawczego.

## Tematyka badawcza
Geneza i klasyfikacja gleb, gleby obszarów górskich (Karpaty: Czarnohora, Gorgany, Bieszczady, Beskid Niski, Tatry), Sudety (Karkonosze), Masyw Centralny (Mont Dore, Francja); geografia gleb: gleby stref polarnych i tundrowych (Spitsbergen, Płw. Kola), gleby górskiej tajgi i stepów Zabajkala (Rosja i północna Mongolia), gleby regionów pustynnych Sahary (Maroko, Libia), ochrona gleb – metale ciężkie i radionuklidy w glebach Tatr, Bieszczadów i Czarnohory (współpraca z chemikami), antropogeniczne przemiany w glebach z okresu osadnictwa prehistorycznego (współpraca z archeologami), powiązania i relacje pomiędzy glebą a roślinnością (współpraca z botanikami).

## Publikacje
Ponad 220 w tym: prace oryginalne (ponad 155), monografie, wielkoskalowe mapy gleb BdPN, MPN, TPN i in., popularno-naukowe i encyklopedyczne oraz ważniejsze abstrakty konferencyjne (vide spis literatury).